# Dramatic (album)
Dramatic là album phòng thu thứ hai của nữ ca sĩ Việt Nam Bích Phương bởi 1989s Productions. Album có tổng cộng 7 ca khúc, trong đó có đến 4 ca khúc đã được làm music video hoàn chỉnh. Nội dung album không chỉ về những mối tình, bên cạnh đó album khai thác vấn đề nữ quyền và những tính cách của chính Bích Phương. Album được sáng tác bởi hai nhạc sĩ Tiên Cookie và Phạm Thanh Hà, còn hoà âm phối khí sẽ do producer Dương K và Phạm Thanh Bình thực hiện.

## Diễn biến thương mại
Ngày 18 tháng 11 năm 2022, Bích Phương chính thức phát hành Album "Dramatic" phiên bản vật lí và trực tuyến trên các nền tảng nghe nhạc. Đối với phiên bản vật lí sẽ bán đĩa đi kèm theo cuốn photobook. Điều đặc biệt, Bích Phương có bước đi đột phá khi phát hành Album "Dramatic" và đĩa đơn "Chị Ngã Em Nâng" trong cùng ngày. Tuy có sự liều lĩnh nhưng chỉ sau một ngày mở bán, album "Dramatic" nhanh chóng dẫn đầu bảng xếp hạng album bán chạy nhất trên iTunes và Top 2 bảng xếp hạng Apple Music.

## Đĩa đơn
Ngày 26 tháng 7 năm 2017, Bích Phương cho ra đời MV "Nói thương nhau thì đừng làm trái tim em đau", ca khúc nằm trong dự án Việt Nam Việt Nam. Đúng với tinh thần của dự án, MV được quay bối cảnh ở Bản Giốc, Cao Bằng tái hiện những phong tục tập quán của người dân bản địa, hình ảnh mang dậm bản sắc dân tộc.
Ngày 12 tháng 5 năm 2018, đĩa đơn đầu tiên mở đường cho album "Dramatic" "Bùa yêu" được ra mắt với công chúng, bài hát nhận được cơn mưa lời khen từ phía khán giả. Thành công về mặt kĩ thuật số khi chỉ sau 12 tiếng, MV "Bùa yêu" thu về hơn 2 triệu lượt xem và leo lên top 3 thịnh hành YouTube. Không chỉ dừng lại ở đó, ca khúc này giúp cô đoạt được nhiều giải thưởng như Keeng Young Awards, Giải Cống Hiến, Làn Sóng Xanh,...
Sau sự thành công của "Bùa yêu", Bích Phương tiếp tục cho ra mắt đĩa đơn thứ hai trong Album "Dramatic" với hình ảnh quyến rũ với giai điệu nhẹ nhàng, bay bổng.
Ngày 18 tháng 11 năm 2018, cùng ngày phát hành album "Dramatic", Bích Phương cùng lúc tung MV cuối cùng trong album mang tên "Chị Ngả Em Nâng", bài hát nói lên mối quan hệ tình bạn của cô ca sĩ Bích Phương từ khi còn nhỏ. Đối với MV, hình ảnh hướng đến hình tượng tôn giáo để thể hiện yếu tố ma mị, nữ quyền.

## Danh sách bài hát
| STT              | Nhan đề                                        | Sáng tác                          | Sản xuất                          | Thời lượng |
| ---------------- | ---------------------------------------------- | --------------------------------- | --------------------------------- | ---------- |
| 1.               | "Chị ngả em nâng"                              | Phạm Thanh Hà                     | Tiên Cookie Phạm Thanh Hà         | 3:45       |
| 2.               | "Chú Mèo"                                      | Phạm Thanh Hà                     | 1989s Production                  | 4:03       |
| 3.               | "Tiễn Khách"                                   | Phạm Thanh Hà                     | Phạm Thanh Hà                     | 3:50       |
| 4.               | "Ngay Ở Đây Ngay Lúc Này"                      | Phạm Thanh Hà                     | Phạm Thanh Hà                     | 3:39       |
| 5.               | "Nói Thương Nhau Thì Đừng Làm Trái Tim Em Đau" | Phạm Thanh Hà                     | 1989s Production                  | 4:39       |
| 6.               | "Drama Queen"                                  | Phạm Thanh Hà                     | Phạm Thanh Hà                     | 4:35       |
| 7.               | "Bùa yêu"                                      | Tiên Cookie Phạm Thanh Hà Dương K | Tiên Cookie Phạm Thanh Hà Dương K | 4:01       |
| Tổng thời lượng: | Tổng thời lượng:                               | Tổng thời lượng:                  | Tổng thời lượng:                  | 28:34      |

## Giải thưởng và đề cử
| Năm  | Giải thưởng                   | Hạng mục                               | Tác phẩm                                | Kết quả   |        |
| ---- | ----------------------------- | -------------------------------------- | --------------------------------------- | --------- | ------ |
| 2017 | Zing Music Awards             | Bài hát của năm                        | Nói thương nhau thì đừng làm tim em đau | Đề cử     |        |
| 2017 | Zing Music Awards             | MV của năm                             | Nói thương nhau thì đừng làm tim em đau | Đề cử     |        |
| 2017 | Zing Music Awards             | Ca khúc Pop/Ballad được yêu thích      | Nói thương nhau thì đừng làm tim em đau | Đề cử     |        |
| 2017 | Keeng Young Awards            | Ca khúc nhạc dance được yêu thích nhất | Nói thương nhau thì đừng làm tim em đau | Đề cử     |        |
| 2018 | We Choice Awards              | Ca sĩ có hoạt động đột phá             | Bích Phương                             | Đề cử     |        |
| 2018 | Làn Sóng Xanh                 | Nữ ca sĩ của năm                       | Bích Phương                             | Đoạt giải | [ 10 ] |
| 2018 | Làn Sóng Xanh                 | Ca Khúc của năm                        | Bùa Yêu                                 | Đoạt giải | [ 10 ] |
| 2018 | Làn Sóng Xanh                 | MV của năm                             | Bùa Yêu                                 | Đoạt giải | [ 10 ] |
| 2018 | Làn Sóng Xanh                 | Bài hát hiện tượng                     | Bùa Yêu                                 | Đề cử     | [ 10 ] |
| 2018 | Làn Sóng Xanh                 | Sự kết hợp xuất sắc                    | Bùa Yêu                                 | Đoạt giải | [ 10 ] |
| 2018 | Làn Sóng Xanh                 | Hòa âm phối khí                        | DươngK - Bùa Yêu                        | Đoạt giải | [ 10 ] |
| 2018 | Làn Sóng Xanh                 | Top 10 ca khúc được yêu thích nhât     | Bùa Yêu                                 | Top 10    | [ 10 ] |
| 2018 | Làn Sóng Xanh                 | Top 10 ca sĩ được yêu thích nhất       | Bích Phương                             | Top 10    | [ 10 ] |
| 2018 | Giải thưởng Âm Nhạc Cống Hiến | Bài hát của năm                        | Nói thương nhau thì đừng làm tim em đau | Đề cử     |        |
| 2018 | Giải thưởng Âm Nhạc Cống Hiến | Video âm nhạc của năm                  | Nói thương nhau thì đừng làm tim em đau | Đề cử     |        |
| 2018 | Keeng Young Awards            | Ca sĩ của năm                          | Bích Phương                             | Đề cử     | [ 11 ] |
| 2018 | Keeng Young Awards            | Ca khúc của năm                        | Bùa Yêu                                 | Đoạt giải | [ 11 ] |
| 2018 | Keeng Young Awards            | Music Video của năm                    | Bùa Yêu                                 | Đoạt giải | [ 11 ] |
| 2018 | Keeng Young Awards            | Album của năm                          | Dramatic                                | Đề cử     | [ 11 ] |
| 2018 | Keeng Young Awards            | Đạo diễn của năm                       | Ứng Kiên Duy - Chị Ngả Em Nâng          | Đề cử     | [ 11 ] |
| 2018 | Keeng Young Awards            | Nhạc sĩ phối khí của năm               | DươngK - Bùa Yêu                        | Đề cử     | [ 11 ] |
| 2018 | Keeng Young Awards            | Ca khúc nhạc Pop                       | Bùa Yêu                                 | Đề cử     | [ 11 ] |
| 2018 | Keeng Young Awards            | Nữ ca sĩ được yêu thích nhất           | Bích Phương                             | Đề cử     | [ 11 ] |
| 2019 | Giải thưởng Âm Nhạc Cống Hiến | Ca sĩ của năm                          | Bích Phương                             | Đề cử     | [ 12 ] |
| 2019 | Giải thưởng Âm Nhạc Cống Hiến | Album của năm                          | Dramatic                                | Đề cử     | [ 12 ] |
| 2019 | Giải thưởng Âm Nhạc Cống Hiến | Nhà sản xuất của năm                   | Tiên Cookie                             | Đoạt giải | [ 12 ] |
| 2019 | Giải thưởng Âm Nhạc Cống Hiến | Nhà sản xuất của năm                   | Phạm Thanh Hà                           | Đề cử     | [ 12 ] |
| 2019 | Giải thưởng Âm Nhạc Cống Hiến | Nhà sản xuất của năm                   | DươngK                                  | Đề cử     | [ 12 ] |
| 2019 | Giải thưởng Âm Nhạc Cống Hiến | Nhạc sĩ của năm                        | Tiên Cookie                             | Đề cử     | [ 12 ] |
| 2019 | Giải thưởng Âm Nhạc Cống Hiến | Nhạc sĩ của năm                        | Phạm Thanh Hà                           | Đề cử     | [ 12 ] |
| 2019 | Giải thưởng Âm Nhạc Cống Hiến | Video âm nhạc của năm                  | Bùa Yêu                                 | Đoạt giải | [ 12 ] |